# Реймонд, Рой
Ро́й Ре́ймонд (англ. Roy Larson Raymond; 15 апреля 1947, Коннектикут — 26 августа 1993, Марин, Калифорния) — американский бизнесмен, основатель магазинов розничной торговли Victoria's Secret.

## Ранняя и личная жизнь
Реймонд родился в Коннектикуте, США, 15 апреля 1947 года. Уже в 13 лет он открыл в Фэрфилде компанию по изготовлению свадебных приглашений. После окончания средней школы он поступил в Университет Тафтса и завершил обучение в 1969 году, а затем получил степень магистра делового администрирования в Стэнфордской высшей школе бизнеса в 1971 году.
Реймонд и его жена Гайе поженились в 1970-х годах, у них родились сын и дочь, и они развелись в 1990 году. Сообщается, что после их развода Реймонд встречался с Пегги Найт.

## Карьера
Реймонд, выпускник университета Тафтса и Стенфордской бизнес-школы, открыл первый магазин Victoria’s Secret в Стенфордском торговом центре, почувствовав смущение после неловкой попытки купить нижнее белье для своей жены в обычном универмаге. Чтобы открыть магазин, он взял банковский кредит в 40 тысяч долларов и занял ещё 40 тысяч у родственников. Компания заработала 500 тысяч долларов США в течение первого года. Реймонд быстро начал почтовую продажу через каталоги и открыл ещё три магазина.
В 1982 году после пяти лет работы Реймонд продал компанию Victoria’s Secret с шестью магазинами и 42-страничным каталогом, приносившую доход 6 млн долларов в год, Лесли Векснеру, создателю The Limited, за 1 млн долларов. К началу 1990-х Victoria’s Secret стала крупнейшей американской розничной сетью по продаже белья со стоимостью активов в миллиард долларов. В 2009 финансовом году Victoria’s Secret стоил более 5 миллиардов долларов.
В 1984 году Реймонд основал My Child’s Destiny, магазин для детей, который обанкротился в 1986 году.
26 августа 1993 года Реймонд покончил жизнь самоубийством, прыгнув с моста Золотые Ворота. Бывшая жена Реймонда, Гайе считала, что он страдал депрессией после череды неудач в бизнесе, что привело к мысли о самоубийстве.